# Extra Credit (EP)
Extra Credit là một đĩa mở rộng do Atlantic Records phát hành năm 2005 để quảng bá cho album phòng thu thức hai của Jason Mraz Mr. A-Z. Ca khúc "I'm Yours" đã có mặt trong EP này và mãi đến năm 2008 mới phát hành dưới dạng đĩa đơn.

## Danh sách track
1. "Wordplay" (Steve Lillywhite Version) - 3:17
2. "I'm Yours" (Original Demo) - 4:17
3. "Halfway Home" (Live at The Eagles Ballroom) - 5:53